# Kiama
Pour l’article homonyme, voir Kiama (genre).
Kiama est une ville australienne située dans la zone d'administration locale du même nom, dont elle est le chef-lieu, en Nouvelle-Galles du Sud.

## Géographie
La ville forme une étroite bande sur le littoral de la mer de Tasman entre l'embouchure de la rivière Minnamurra au nord et le quartier de Kiama Heights au sud. Elle est située à 120 km au sud de Sydney et est traversée par la Princes Highway. 
La ville, surtout connue pour son geyser maritime, possède une vocation touristique.

## Démographie
La population s'élevait à 12 817 habitants en 2011 et à 13 453 habitants en 2016.

## Histoire
Avant l'arrivée des Occidentaux dans la région, les Aborigènes occupent la région pendant des milliers d'années, qui à cette époque, est couverte de broussailles, l'Illawarra Scrub. 
Le premier Européen à explorer la région est George Bass, qui s'y arrête en 1797 avec sa baleinière lors de son voyage vers le détroit qui porte son nom. Il prend note de la beauté et de la complexité de la région et se montre très étonné quand il découvre le geyser maritime.
Avec l'arrivée des Européens, la région de Kiama est colonisée par les agriculteurs car la région se révèle facile à cultiver, contrairement à la plupart des terres de l'Australie. L'exploitation des carrières de basalte, qui est notamment utilisé pour paver les routes de Sydney, amène au développement de Kiama, dont le port est mis en service en 1876. La région connaît une période de prospérité qui dure jusqu'à la Grande Dépression des années 1930.
En 1859, la ville devient le siège d'une municipalité, qui fusionne avec celles de Gerringong et Jamberoo en 1954.
Avec le temps, la croissance du tourisme et de la construction de logements ont transformé Kiama en une banlieue-dortoir et en une station de vacances, dont la population triple en été.